# Remigia insulsa
Remigia insulsa är en fjärilsart som beskrevs av Hans Daniel Johan Wallengren 1860. Remigia insulsa ingår i släktet Remigia och familjen nattflyn. Inga underarter finns listade.